# Três Estrelas (constelação chinesa)
Três Estrelas (em chinês: 参宿 e literalmente, em inglês: Three Stars) é uma constelação chinesa e uma mansão lunar componente do Tigre-branco.